# Hibari Misora
Hibari Misora (japanska: 美空ひばり?, Misora Hibari), född 29 maj 1937 i Isogo kommun, Yokohama i Japan, död 24 juni 1989, var en enkasångerska som kraftigt bidrog till genrens framgång i Japan efter andra världskriget. Hennes dopnamn var Kazue Kato (japanska: 加藤和枝?, Katō Kazue). Hon har kallats för "Enkadrottningen" och "Drottningen av shōwa" efter shōwaperioden då hon levde och verkade.

## Biografi
Misora föddes i ett fiskhandlarhem i Yokohama. Hon slog igenom som barnstjärna vid sju års ålder. Tolv år gammal spelade hon gatubarn i sin första film, Tokyo Kiddo (1950). Hon kom att medverka i ett 60-tal filmer och släppa omkring 1 200 låtar som sångerska innan hon avled.

## Låtar i urval
- Kanashiki Kuchibue (悲しき口笛) 1949
- Tōkyō Kiddo (東京キッド) 1950
- Omatsuri Mambo (お祭りマンボ) 1952
- Ringo Oiwake (リンゴ追分) 1952. Singeln sålde i 1,3 miljoner exemplar.[1]
- Minatomachi 13-banchi (港町十三番地) 1957
- Yawara (柔) 1964. Singeln sålde i 1,8 miljoner exemplar
- Kanashii Sake (悲しい酒) 1966. Singeln sålde i 1,45 miljoner exemplar
- Makkana Taiyō (真赤な太陽) 1967. Singeln sålde i 1,4 miljoner exemplar
- Aisansan (愛燦燦（あいさんさん) 1986
- Midaregami (みだれ髪) 1987
- Kawa no nagare no yōni (川の流れのように) 1989. Singeln sålde i 1,5 miljoner exemplar

1. ↑  Alla siffror inklusive återutgåvor. Källa: Japanska Wikipedia som refererar till Columbia Music Entertainment Japan.